# Guertoufa
Guertoufa (în arabă قرطوفة) este o comună din provincia Tiaret, Algeria.
Populația comunei este de 6.658 de locuitori (2008).